# Іловайський Григорій Дмитрович
Іловайський Григорій Дмитрович (23 вересня 1778 — 17 липня 1847) — генерал-майор. Учасник Російсько-турецької війни,  франко-російської війни 1812 року.

## Біографія
З  дворян  Війська Донського. Брат В. Д. Іловайського. На службу записаний козаком 5 січня 1787 року, 15 травня 1788 року йому присвоїли чин сотника. У 1788–1790 роках брав участь у бойових діях з турками під Очаковим,  Каушанах, Бендерами, Кілією, Ізмаїлом. У 1801 році брав участь у поході до Оренбурга. У  кампаніях з французами 1806–1807 років відзначився в багатьох боях: під Пройсіш-Ейлау (де був поранений), Аленштейном, Гутштадтом, Гейльсбергом. Чин полковника отримав 11 січня 1810 року. У  війні 1812 року брав участь в боях під Мединь, де розбив польський загін генерала Тишкевича. Потім брав участь у полоненні бригади генерала Ожеро біля Ляхова, в боях за Оршу, Вільно. У закордонних походах російської армії воював під Данцигом. 18 липня 1813 року  призначений  у генерал-майори. Після закінчення військових дій служив на Дону неодмінним членом військової канцелярії. У 1827 році вийшов у відставку. За свою доброчинну службу отримав землі в районі Харцизька.
Помер 17 липня 1847 року. Похований на кладовищі при підземній церкві пр. Антонія і Феодосія  Святогірської лаври.

## Меценат
Після відновлення в 1844 році  Святогірського монастиря Григорій Іловайський виділив частину зі свого капіталу на будівництво дзвіниці Покровської церкви. У 1847 році під його керівництвом були проведені роботи з розчищення входу до церкви преподобних Антонія і Феодосія, було відведено місце для будівництва родової усипальниці. Григорій Іловайський став не тільки засновником родової усипальниці, а й засновником нового звичаю поховання при Святогірській лаврі  всіх тих людей, хто якимось чином був  пов'язаний зі Святогірською лаврою .

## Нагороди
- Військовий орден святого Георгія 4 ступеня.
- Орден Святого Володимира 3 ступеня.
- Орден «Pour le Mérite» ( Прусія).
- золота шпага «За хоробрість».